# NGC 3092
NGC 3092 ist eine linsenförmige Galaxie vom Hubble-Typ S0/a im Sternbild Sextant südlich der Ekliptik. Sie ist schätzungsweise 257 Millionen Lichtjahre von der Milchstraße entfernt und hat einen Durchmesser von etwa 100.000 Lj.
Im selben Himmelsareal befinden sich u. a. die Galaxien NGC 3086, NGC 3090, NGC 3093, NGC 3101.
Das Objekt wurde am 22. Januar 1865 vom deutschen Astronomen Albert Marth entdeckt.